# Bernhard Wild (Bobfahrer)
Bernhard Wild (* 25. Mai 1931 in Winterthur) ist ein ehemaliger Schweizer Bobfahrer. Bei den Olympischen Winterspielen 1964 in Innsbruck belegte er zusammen mit den Mannschaftskollegen Herbert Kiesel, Hansruedi Beugger und Oskar Lory den 8. Platz im Viererbob.